# My Darling Clementine
My Darling Clementine er en westernfilm fra 1946, instrueret af John Ford og baseret på historien Wyatt Earp, Frontier Marshal af Stuart N. Lake. om skudduellen i O. K. Corral mellem Earp-brødrene og Clanton-banden. I hovedrollerne ses Henry Fonda som Wyatt Earp, Victor Mature som Doc Holliday, Grant Withers som Ike Clanton og Walter Brennan som gamle Clanton. Titlen kommer fra sangen Oh My Darling, Clementine, som synges i filmen.

## Handlingen
I 1882 driver Earp-brødrene Wyatt, James, Morgan og Virgil en flok kvæg til Californien og møder Clanton-familien. De ældste Earp-brødre rider ind i den nærliggende by, Tombstone, og lader den yngste bror, James, vogte kvæget. Tombstone er en lovløs by. Da de vender tilbage til deres lejr, opdager de, at kvæget er stjålet, og James er død. For at få hævn vender brødrene tilbage til Tombstone og overtager jobbet som sheriffer i byen, mens de prøver at finde ud af, hvem der var ansvarlig. I mellemtien ankommer en ung kvinde, Clementine, fra Boston…

## Historiske unøjagtigheder
John Ford udviklede ideen til My Darling Clementine fra sine møder med Wyatt Earp i Hollywood i 1920'erne. Selvom filmen ikke giver sig ud for at være historieskrivning og nærmest kan beskrives som en historisk romance, kan man pege på følgende unøjagtigheder i forhold til de historiske kendsgerninger.
- Earp-brødrenes alder er forkert. I filmen er James teenager, Virgil er i 20'erne, Wyatt er 30, og Morgen er den ældste. På det tidspunkt hvor kampen i O. K. Corral fandt sted i virkeligheden, var James 40, Virgil 38, Wyatt 33 og Morgan 30. Der var i virkeligheden også en yngre bror, Warren, som ikke er med i filmen.
- Wyatt fremstilles som sherif i Tombstone, og Virgil og Morgan er hans vice-sheriffer. I virkeligheden var Virgil sheriffen og Morgan og Wyatt vice-sheriffer.
- I filmen bliver James og Virgil dræbt – James under kvægtyveriet og Virgil af et skud i ryggen før skudduellen. I virkeligheden levede James indtil 1926, og Virgil overlevede duellen. Morgan var den eneste, der blev dræbt i Tombstone, og det skete måneder før duellen.
- I filmen er Doc Holliday læge. I virkeligheden var han tandlæge.
- I filmen såres Doc Holliday alvorligt og dør efter duellen. I virkeligheden blev han kun overfladisk såret og overlevede. Han døde i Colorado i 1887 af tuberkulose.
- Gamle Clanton deltager i filmen i duellen. I virkeligheden blev han dræbt i 1881. et godt stykke tid før duellen.
- I filmen dræbes Billy Clinton et godt stykke tid før duellen, hvor han rent faktisk døde. Ike Clanton og de andre Clanton-brødre dør i filmen under duellen, mens dette ikke skete i virkeligheden.
- I filmen møder Wyatt Earp og Doc Holliday hinanden for første gang i Tombstone. Faktisk havde de mødt hinanden adskillige år før i Fort Griffin i staten Texas og var gode venner, da de begge ankom til Tombstone.
- I filmen er Earp-brødrene kvægavlere, som tilfældigt gør holdt i Tombstone for at få en drink og blive barberet for derefter at rage uklar med Clanton-klanen. I virkeligheden havde de planlagt at tage til Tombstone for at tjene penge på spil og minedrift.
- Duellen vises som en flere minutter lang skudkamp. I virkeligheden varede den ikke mere end 30 sekunder.
- Wyatt Earp var ikke ungkarl, der blev forelsket i en forbirejsende lærerinde. Wyatt kom til Tomstone sammen med sin kone og under sit ophold blev han forelsket i skuespilleren Josephine Marcus.